# Jesjoe
Jesjoe (Hebreeuws: ישו) is de standaard spelling van Jezus in het moderne Hebreeuws. De spelling is uniek en heeft betrekking op Jezus van Nazareth in rabbijnse teksten, in seculiere romans en in academische werken in het Hebreeuws. Alle andere voorbeelden van de Griekse vorm "Jezus" van de naam Jozua, worden vertaald met Jesjoea (ישוע) in het Hebreeuws, inclusief in de Hebreeuwse Bijbel en is de vorm die christenen in Israël gebruiken.

## Jezus in de Talmoed
"Yeshu ha-Notzri" (Jezus van Nazareth) is de naam van meerdere personen in aantal klassieke werken van de Rabbijnse literatuur, waaronder de Babylonisch Talmoed (geredigeerd voor 600) en de klassieke Midrasj-literatuur (geschreven tussen 200 en 700).
De bekendste Jesjoe's uit de Rabbijnse literatuur zijn Jesjoe Ben Pandira (de oorspronkelijke) en Jesjoe Ben Stada, die ook bekendstond onder de naam Jesjoe Ben Pandira. Deze personen werden vooral bekend doordat christenen deze weleens aanwijzen als bewijzen voor de historiciteit van de persoon Jezus. Aangezien de vermindering "Jesjoe" in de Talmoed gebeurt alleen op Jezus 'naam, hebben de onderzoekers dit gezien als een opzettelijke verminking van polemische motieven.

## Jesjoe Ben Pandira
In het traktaat Sanhedrin 43a staat:
Het wordt geleerd: Op de vooravond van pesach, hing men Jesjoe op. Een heraut liep 40 dagen ervoor rond en riep: Hij wordt gestenigd wegens toverij en verleiding van Israël. Laat ieder, die in zijn voordeel kan getuigen, hem verdedigen. Niemand daagde op en hij werd opgehangen op de vooravond van pesach...maar Jesjoe was dicht bij het bewind.
Deze passage heeft enkele gelijkenissen met het verhaal van Jezus in de evangeliën. Een van de vier versies van de Talmoed voegt bovendien het woord hanotsri bij de naam van deze Jesjoe, zodat het iets weg krijgt van Jezus de Nazarener. Notsri heeft echter in de Tenach een geheel andere betekenis  en het zou ook een ongebruikelijke manier zijn om in het Hebreeuws uit Nazareth aan te duiden (bovendien is het onduidelijk of de plaats Nazareth al bestond in dit tijdperk). 
Er zijn ook verschillen tussen de verhalen. Nergens in de evangeliën wordt gesuggereerd dat Jezus nauwe betrekkingen had met de Romeinse bezetter, zoals van deze Jesjoe wordt beweerd. Hij werd volgens de evangeliën niet op sederavond (op de vooravond) opgehangen, want toen vierde hij met zijn leerlingen zijn 'laatste maaltijd', maar tijdens de pesachweek. Bovendien excuteerden de Romeinen vijf van de leerlingen van deze Jesjoe, hetgeen niet overeenkomt met het verhaal van Jezus wiens leerlingen zijn boodschap verder zouden brengen.
Volgens vele Talmoedgeleerden, waaronder Maimonides, gaat deze passage over (de originele) Jesjoe Ben Pandira, een leerling van rabbijn Jehosjoea Ben Perachia. Aan Jesjoe Ben Pandira en Jehosjoea Ben Perachia wordt ook elders meermalig gerefereerd, aan Ben Pandira (de leerling) in de negatieve zin. Chronologisch wordt Ben Pandira ongeveer tachtig tot honderd jaar voor de christelijke jaartelling geplaatst.

## Jesjoe Ben-Stada
In Talmoed Sjabbat 104b, Sanhedrin 67a wordt ene Jesjoe Ben-Stada (zoon van Stada), alias Jesjoe Ben-Pandira (Jesjoe zoon van Pandira) genoemd. Hij deed aan zwarte magie. Zijn moeder was een kapster en heette Miriam, maar werd ook Stada genoemd. De moeder had een buitenechtelijke affaire met Pandira, waaruit Jesjoe Ben-Stada werd geboren.
Ook in Jesjoe Ben-Stada ziet men weleens de persoon Jezus. Het woord kapster (Megadla Nasjia in het Aramees) heeft iets weg van Magdelena. Jezus' moeder en Maria Magdalena heetten ook Miriam (Maria is de vergriekste vorm daarvan). De zoon deed aan 'wonderen'. Bovendien was deze Miriam door een ander 'bevlekt'. Degenen die dit verhaal niet plausibel achten wijzen erop dat Jezus' moeder geen kapster was, Miriam Magdelena niet Jezus' moeder was en de naam van de wettelijke vader, Pappos Ben-Jehoeda, geheel niet op die van Jozef lijkt. Bovendien wordt deze 'stiefvader van Jezus' ook elders in de Tamoed genoemd, was hij geen timmerman maar een leerling van een beroemde rabbijn, rabbijn Akiva, en werd hij in ieder geval na de dood van Jezus uit het Nieuwe Testament geboren. Pappos Ben-Jehoeda werd gedood door de Romeinen in 134, tegelijk met rabbijn Akiva.
Jesjoe Ben-Stada werd gedood door de Romeinen op de vooravond van Pesach in Lod, niet ver van het huidige Tel Aviv.